# Kanton Rennes-Bréquigny
Rennes-Bréquigny is een voormalig kanton van het Franse departement Ille-et-Vilaine. Het kanton maakte deel uit van het arrondissement Rennes. Het werd opgeheven bij decreet van 18 februari 2014 met uitwerking op 22 maart 2015.
Het kanton omvatte uitsluitend een deel van de gemeente Rennes.